# Perlomyia parva
Perlomyia parva är en bäcksländeart som först beskrevs av Kawai 1967.  Perlomyia parva ingår i släktet Perlomyia och familjen smalbäcksländor. Inga underarter finns listade i Catalogue of Life.